# 日下站

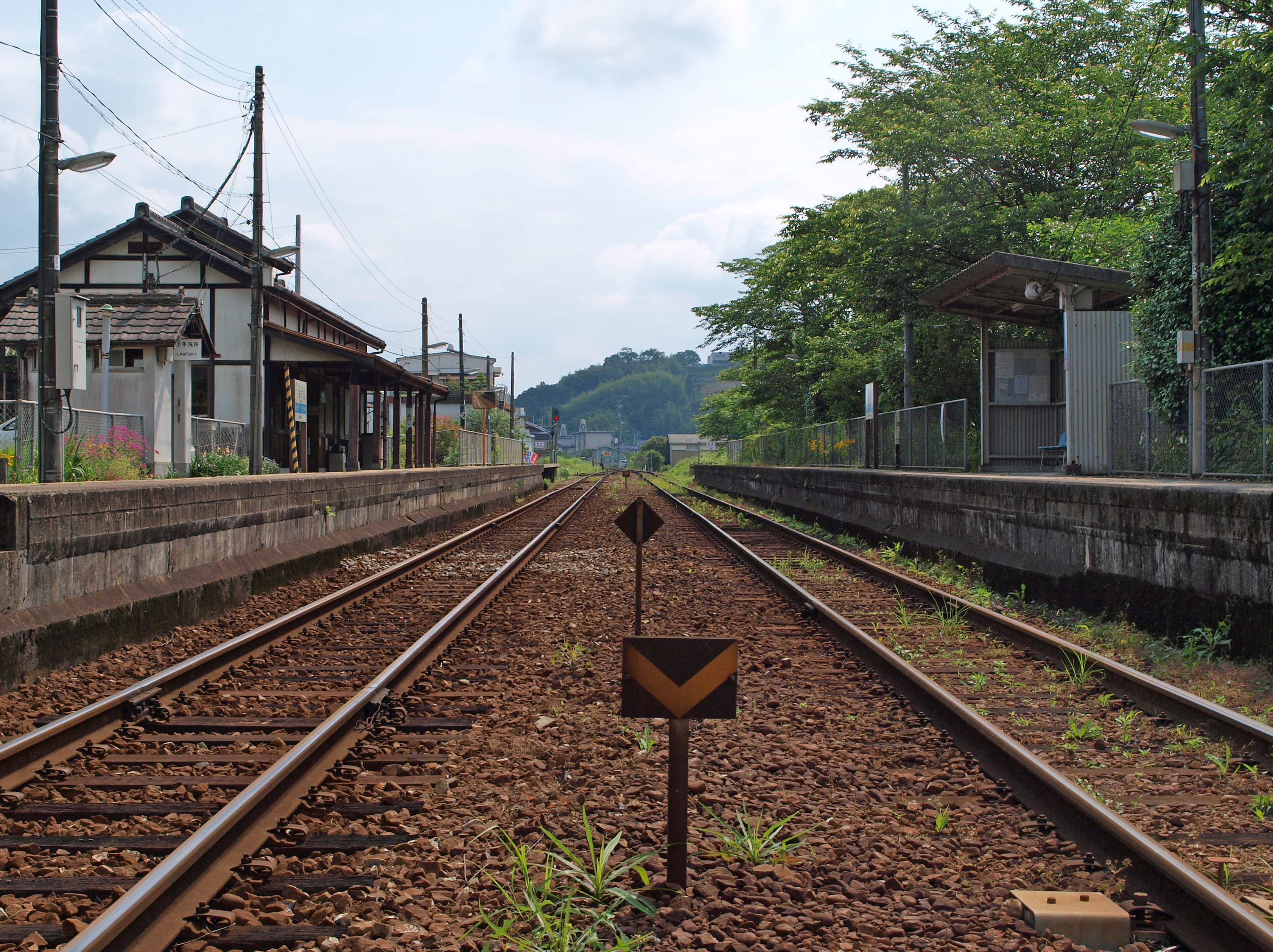
月台全景(2010年5月)

日下站（日语：／ Kusaka eki */?）是位於日本高知縣高岡郡日高村，隸屬於四國旅客鐵道（JR四國）的鐵路車站。車站編號為K09。本站現為無人業務委託站，車站附近的商店負責代售車票。

## 車站構造
本站的站房為舊式木製的單層建築，天花板和地面的距離較闊。站內設有閣樓但一般乘客並不能前往。車站一邊原為站長站，降格後成為了清潔室，有義工每天到車站打掃。另一邊為則為等候室，設有比後期站房闊大的窗戶，並能通往1號月台。

## 車站結構
本站設有側式月台2個，提供2線2面的月台配置，連接站舍的為1號月台，是供上行往高知方向的乘客使用，對面為2號月台，供下行往須崎及窪川方向的乘客使用。現時只停靠普通列車。
2號月台設有一個現時已棄用的簡易改札亭，是供以前的站務人員收票之用，乘客不需橫過回對面的站舍，從改札亭旁的通道便可離站。

### 月台配置
| 月台 | 路線    | 方向 | 目的地                   |
| ---- | ------- | ---- | ------------------------ |
| 1    | ■土讚線 | 上行 | 伊野、高知、土佐山田方向 |
| 2    | ■土讚線 | 下行 | 須崎、窪川方向           |

## 歷史
- 1924年3月30日：隨著高知線開通，開業，最初為上行總站，同年11月15日上行延長至高知站，變為中途站。
- 1969年10月1日：托運服務取消。
- 1970年10月1日：降格為無人站，業務委託化。
- 1987年4月1日：日本國鐵分割民營化，車站的營運由JR四國繼承。

## 相鄰車站
四國旅客鐵道（JR四國）
■土讚線
小村神社前（K08-1）－日下（K09）－岡花（K10）